# Podchočská brázda
Podchočská brázda je geomorfologická část Oravské vrchoviny.  Rozprostírá se v jižní části vrchoviny, v okolí obcí Žaškov, Komjatná a Vyšný Kubín. 

## Vymezení
Podchočská brázda zabírá pás území na jižním okraji Oravské vrchoviny, mezi Žaškovem na západním okraji přes Vyšný Kubín, až po Osádku na východě. Severním směrem pokračuje Oravská vrchovina, na severozápadě sousedí geomorfologická část Veličňanská kotlina. Jihozápadní část vymezuje Šípská Fatra (podcelek Velké Fatry) a jihovýchodní okraj přechází do podcelku Choč, zabírající západní část Chočských vrchů.  V západní části brázdy leží údolí Žaškovského potoka, nejjižnější částí protéká potok Komjatná, centrální částí Jasenovský potok a východní část zabírá údolí Leštinského potoka. 

## Chráněná území
Západní okraj Podchočské brázdy zasahuje do ochranného pásma Národního parku Malá Fatra, jiná zvláště chráněná území (např. Ostrá skala a Tupá skala, Kunovo či Choč) leží již mimo tohoto území.

## Turismus
Území brázdy je v sousedství atraktivních masivů Velkého Choče a Šípu a patří mezi turisticky méně navštěvované oblasti. Pahorkatinný terén s více údolími poskytuje vhodné podmínky pro cykloturistiku a blízkost zmíněných vrchů předurčuje zdejší obce za výchozí místa pro turisty.

### Turistické trasy
- po  červené značce:
  - z Jasenové na Veľký Choč
  - z Komjatné na Radničnou
  - od Osádky přes Malatinou na Kopec
- po  zelené značce:
  - ze Žaškova přes Žaškovské sedlo s pokračovaním na Ostré nebo po  žluté značce na Šíp
  - z Komjatné na Ostré
  - z Vyšného Kubína na Veľký Choč[2]